# Epididimite (minerale)
L'epididimite è un minerale.